# Kalkbrottet, Skåne
Kalkbrottet i Klagshamn är numera vattenfyllt och räknas som en sjö i Malmö kommun i Skåne och ingår i Nybroån-Sege ås kustområde. Sjön har en area på 0,161 kvadratkilometer och ligger 2,7 meter över havet.

## Delavrinningsområde
Kalkbrottet ingår i det delavrinningsområde (615868-131855) som SMHI kallar för Rinner mot Höllviken. Medelhöjden är 4 meter över havet och ytan är 4,02 kvadratkilometer. Det finns inga avrinningsområden uppströms utan avrinningsområdet är högsta punkten. Avrinningsområdets utflöde mynnar i havet, utan att ha någon enskild mynningsplats. Avrinningsområdet består mestadels av öppen mark (27 procent) och jordbruk (58 procent). Avrinningsområdet har 0,16 kvadratkilometer vattenytor vilket ger det en sjöprocent på 3,9 procent. Bebyggelsen i området täcker en yta av 0,46 kvadratkilometer eller 11 procent av avrinningsområdet.